# Maycon Rogerio Silva Calijuri
Maycon Rogerio Silva Calijuri, mais conhecido como Maycon (Jaboticabal, 6 de junho de 1986), é um futebolista brasileiro que atua como atacante. Atualmente, joga pelo Inter de Limeira.

## Carreira
Maycon foi artilheiro do clube bielorrusso FC Gomel na temporada de 2009 com 15 gols. Ele se mudou para o Jagiellonia Białystok em janeiro de 2010 com um contrato de quatro anos. No verão de 2010, ele foi emprestado ao Piast Gliwice. Voltou a Jagiellonia um ano depois.

## Títulos
Jagiellonia Białystok
- Copa da Polônia: 2010

FC BATE Borisov
- Vysshaya Liga: 2012